# Arnoldus Montanus

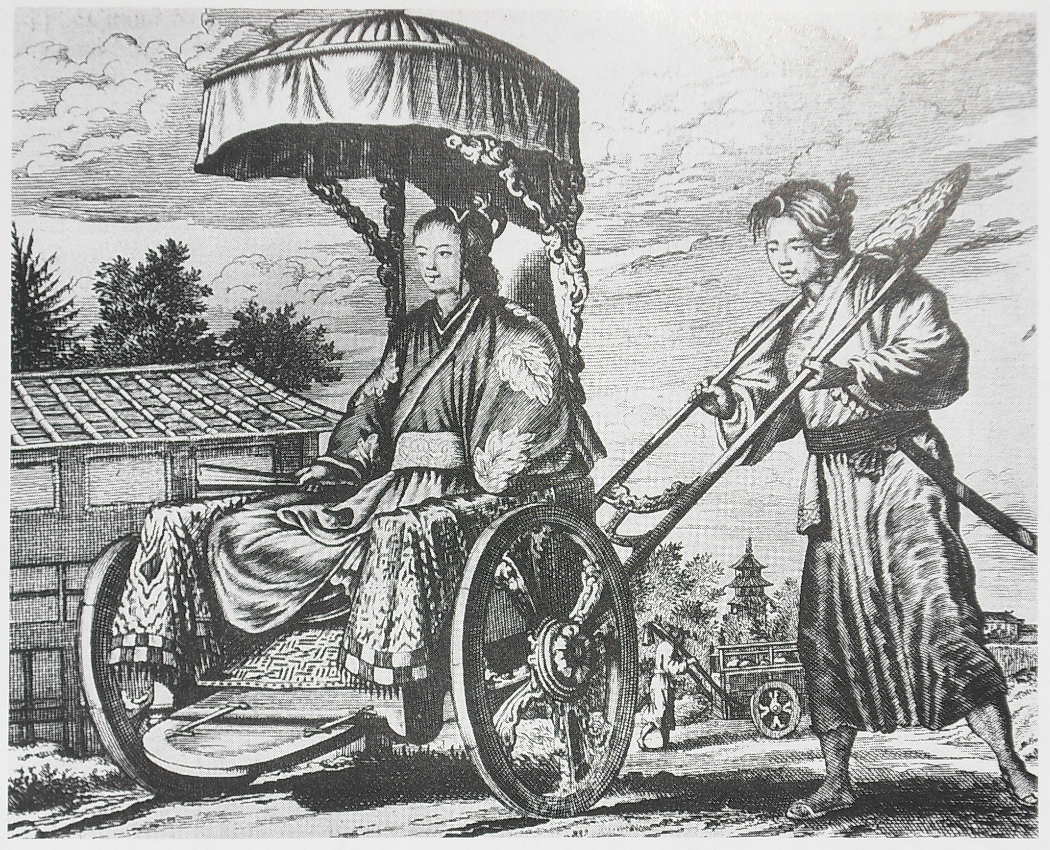
Prent van een zwangere Japanse vrouw in een rijtuig uit het boek van Montanus

Arnoldus Montanus (Amsterdam, 1625 – Schoonhoven, 1683) was een Nederlandse theoloog en historicus. Hij was predikant van de Gereformeerde kerk in achtereenvolgens Schellingwoude en Schoonhoven. Hij publiceerde boeken over verschillende onderwerpen, vaak gerelateerd aan geschiedenis, religie of geografie. Zijn boek De Nieuwe en Onbekende Weereld uit 1671 gold indertijd als standaardwerk in Europa.

## Levensloop
Montanus werd in 1625 geboren als oudste zoon van Jacob Montanus en Anna Arents Coop(s). Op 23 september 1625 werd hij gedoopt als Arent Montanus. Over zijn vroege jeugd is vrijwel niets te vinden. Montanus trouwde rond 1663 met Judith Egberts Veerman uit Amsterdam, die hem zes kinderen schonk en kort daarna stierf, in 1672. Twee jaar later hertrouwde Montanus in Schoonhoven met Emmigje Jans uit Kampen, een huwelijk waar nog eens vier kinderen uit voortkwamen.

## Werk

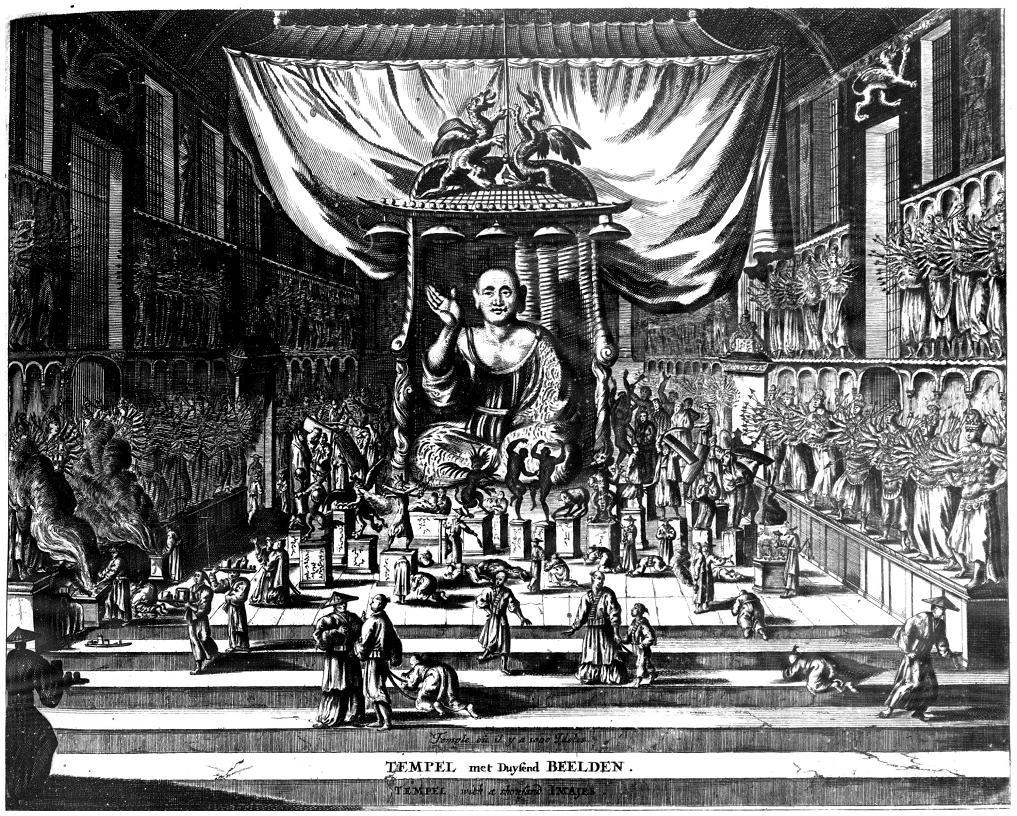
TEMPEL MET DUYFEND BEELDEN. "Gedenkwaerdige gesantschappen der Oost-Indische maetschappy in 't Vereenigde Nederland, aen de kaisaren van Japan […]", 1669

Montanus heeft gedurende zijn leven diverse functies bekleed. Bekend is dat hij zijn studies theologie en filosofie volgde aan de universiteit van Leiden. In deze periode veranderde Montanus zijn oorspronkelijke voornaam Arent in het Latijnse Arnoldus. In 1653 werd hij predikant van de Gereformeerde kerk in Schellingwoude. In 1657 mocht hij deze functie ook in Schoonhoven uitoefenen waar hij tevens rector werd van een Latijnse school.
Montanus, een Latijnse variant op Van den Berg of Van den Bergen, koesterde een grote interesse in diverse onderwerpen en publiceerde daarover veel. Zijn interesses liepen uiteen van aardrijkskunde en geschiedenis tot religieuze kwesties. Verder was hij een voorstander van het huis van Oranje en tevens een fanatiek aanhanger van de Gereformeerde kerk. Uit diverse bronnen blijkt dat Montanus zijn religieuze overtuigingen en persoonlijke afkeer jegens het katholieke geloof ook in zijn geschriften duidelijk naar voren liet komen. Dit werd overigens lang niet altijd op prijs gesteld, omdat een sterke religieuze voorkeur de verkoop van boeken kon benadelen.
Montanus’ werk kan onderverdeeld worden in vier categorieën:
1. Schoolgeschriften
2. Nederlandse geschiedenis
3. Calvinistische propaganda
4. De geografie van de wereld

Onder zijn historische werken vallen hagiografieën van de leden van het huis van Oranje en werken die gerelateerd zijn aan de Nederlandse scheepvaartgeschiedenis. Zo publiceerde hij een werk over prins Frederik Hendrik van Oranje (1652) en schreef hij over de zeeheld Johan van Galen (1654). Dit laatste werk is opgedragen aan de Nederlandse admiraal Michiel de Ruyter, die Montanus persoonlijk voorzien had van informatie gebaseerd op zijn eigen ervaringen. Het eerste boek dat Montanus publiceerde dateert echter van 1651 en werd uitgegeven door de Amsterdamse boekverkoper Cornelis Jansz. Montanus zou boeken blijven produceren tot aan zijn dood in 1683 te Schoonhoven.

### Lijst van werken[8]
- 1651 - De wonderen van ’t Oosten ofte De beschrijving en oorlogs-daden van oud en nieuw Oost-Indien […]. Amsterdam: Cornelis Jansz
- 1652 - ’t Leven en bedryf van Frederik Hendrik. Amsterdam: Cornelis Jansz.
- 1654 - Het leven en bedryf van den doorluchtigen zee-heldt, Johan van Galen. Amsterdam: Gerrit van Goedesberg.
- 1655 - De beroerde oceaan, of Twee-jaarige zee-daden tusschen de vereenigde Nederlanders en Engelsche. Amsterdam: Gillis Jansz, 1655-1664; Jan Janssen, 1652-1659
- 1664 - Beschryvinge der eerste inwoonders van Aemstellandt. Amsterdam: Marcus Willemsz Doornick.
- 1664 - ’T Leven en bedryf der prinsen van Oranje. Amsterdam: Arent Gerritsz van den Heuvel, 1659-1670; Samuel Imbrechts, 1661-1665. Schoonhoven: Samuel Knudde, 1661-1665.
- 1665 - Beschryvinghe van Amsterdam. Amsterdam: Marcus Willemsz Doornick.
- 1669 - Gedenkwaerdige gesantschappen der Oost-Indische Maatschappy in ’t Vereenigde Nederland, aan de kaisaren van Japan[...]. Amsterdam: Jacob van Meurs.
- 1671 - De nieuwe en onbekende weereld: of beschryving van America en ’t Zuid-Land […]. Amsterdam: Jacob van Meurs.
- 1675 - Kerkelyke historie van Nederland. Amsterdam: Jan van Zwol (II); Cornelis Jansz.
- 1677 - Leven en bedrijf van Willem Henrik. Amsterdam: Jan Bouman (I).

## Schrijfstijl en kritiek

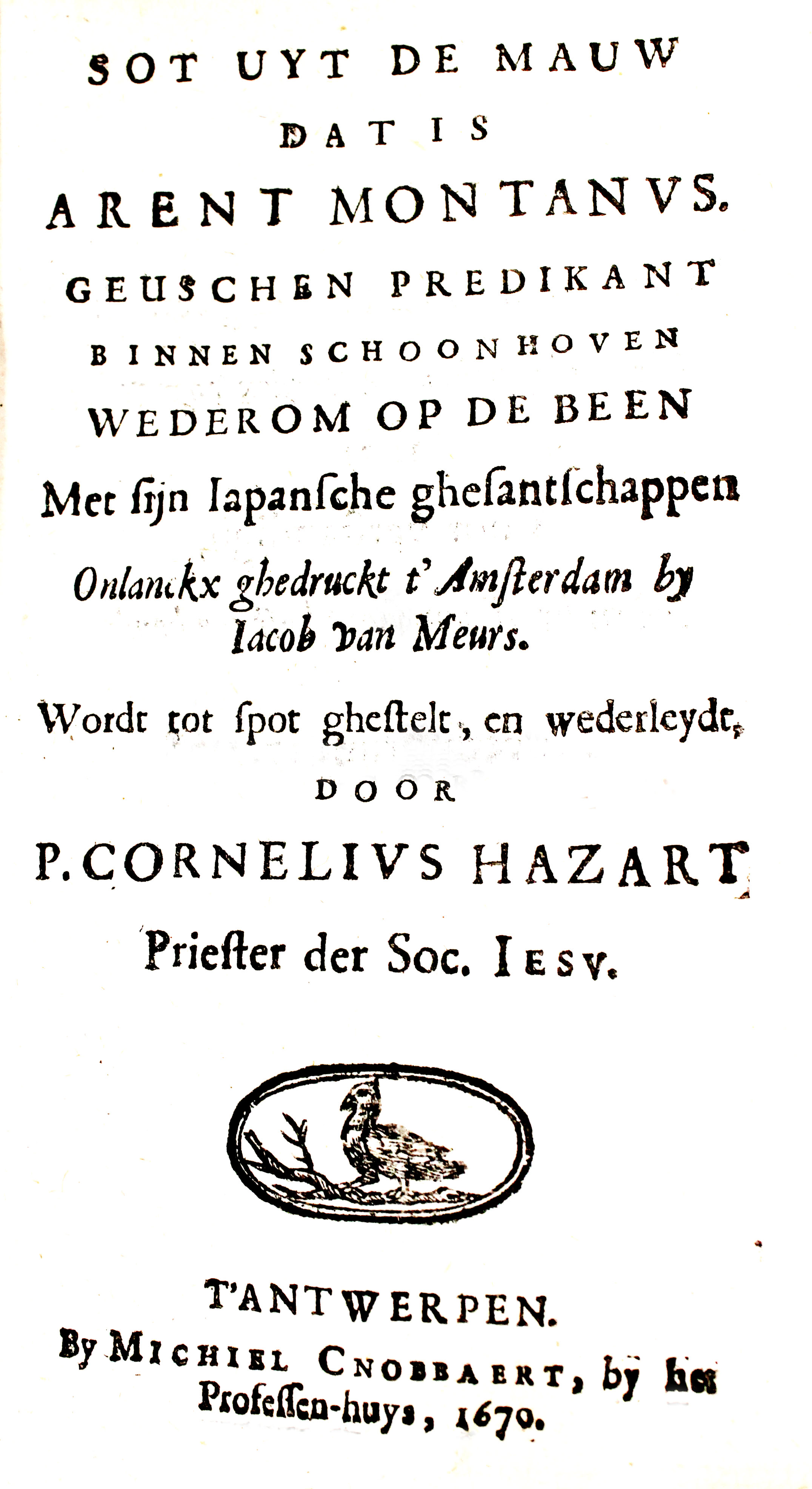
Titelpagina van de bundel Sot uyt de mauw dat is Arent Montanus, waarin Cornelius Hazart kritiek uit op Arnoldus Montanus.

In verschillende bronnen wordt melding gemaakt van Montanus' schrijfstijl. De meningen lopen uiteen. De een spreekt over een "korten ja stroeven stijl", terwijl ergens anders juist melding wordt gemaakt van "een levendigen stijl, die geheel bij het onderwerp past". De beoordeling van zijn schrijfstijl is wellicht tijdsafhankelijk, in die zin dat het Nederlands uit de zeventiende eeuw aanzienlijk verschilt met de Nederlandse taal van nu. Vanuit een hedendaags perspectief zou Montanus' schrijfstijl als onprettig worden ervaren, maar zijn tijdgenoten dachten daar waarschijnlijk anders over. Een gemeenschappelijk element dat vaak terugkomt in relatie tot Montanus’ schrijfstijl is dat hij zeer uitvoerig en gedetailleerd te werk ging.
Dit geldt in ieder geval voor Gedenkwaerdige gesantschappen der Oost-Indische Maatschappy in ’t Vereenigde Nederland  (1669), Montanus' boek over Japan. Dit geografisch werk was het eerste product van de samenwerking tussen Montanus en uitgever Jacob van Meurs en kan gezien worden als de voorloper van De Nieuwe en Onbekende Weereld (1671). De publicatie is echter niet vrij geweest van kritiek, en Montanus' schrijfstijl is hiervoor zelfs gedeeltelijk de aanleiding geweest. Montanus wordt bekritiseerd vanwege de lengte van het werk, die hoofdzakelijk is veroorzaakt door zijn voortdurende afdwalingen in religie, geschiedenis, biologie etc. Daarnaast veroordeelde hij de katholieken, wat ten koste gaat van nuttige informatie over Japan.
Het zijn deze aspecten waarmee Montanus werd bekritiseerd, vooral door tijdgenoot Cornelius Hazart (1617-1690). De naam van deze in Antwerpen gehuisveste Jezuïet duikt in relatie tot Montanus meerdere malen op, en hij blijkt een bekende criticus van Montanus te zijn geweest. Hazart was net als Montanus een ijverig geschiedschrijver, en heeft veel Latijnse en Vlaamse werken geschreven. Uit diverse pamfletten uit die tijd blijkt dat Montanus en Hazart elkaar meerdere malen hebben zwartgemaakt. Ze voerden als het ware ‘een oorlog met de pen’, en Hazart maakte dankbaar gebruik van reeds bestaande kritiek op Montanus inzake zijn wijdlopige schrijfstijl. Dit blijkt bijvoorbeeld uit een geschrift van Hazart getiteld Sot uyt de mauw dat is Arent Montanus […] (1670). Deze tekst heeft Hazart geschreven naar aanleiding van Montanus’ boek over Japan (1669). Alhoewel de tekst vanwege het lettertype moeilijk leesbaar is, maken de titels van enkele hoofdstukken duidelijk dat Montanus stevige kritiek over zich heen krijgt en zelfs ‘onderwezen’ moet worden. Hazart bespot Montanus overduidelijk. Het feit dat beide mannen er een andere geloofsovertuiging op na hielden heeft zeker een rol gespeeld in hun onderlinge rivaliteit.